# Велич (партія)
«Велич» — право-популістська політична партія в Болгарії, заснована в липні 2023 року. Її осередок знаходиться в селі Ветріно Варненської області. Партія сповідує євроскептичні та проросійські позиції. Партійним лідером є колишній підполковник Служби національної безпеки Ніколай Марков.

## Історія
Партія «Велич» була заснована влітку 2023 року підприємцем Івеліном Михайловим. Пізніше політична сила стала формуватися довкола фігури Ніколая Маркова та його прихильників. Вперше партія з’явилася на болгарській політичній сцені під час місцевих виборів у Болгарії 2023 року, коли вони набрали 40,51% голосів у муніципалітеті Ветріно[11] За результатами виборів вона отримала 6 мандатів у Муніципальній раді муніципалітету Ветрино.
«Велич» тісно пов’язана з муніципалітетом Ветріно. Однією з головних постатей у партії є Івелін Михайлов, керівник історичного парку, розташованого в цьому регіоні, і організатор патріотичних заходів. Колись Михайлов був близький до голови «Відродження» Костадіна Костадінова, але він дистанціювався від партії на користь «Величі» у 2023 році. В травні 2024 року під час передвиборчої кампанії на парламентських виборах і виборах до Європарламенту Івелін Михайлов офіційно  заявив, що головою партії стане Ніколай Марков, уточнивши, що перереєстрація займе 30 днів.
«Велич» має власну воєнізовану організацію під назвою «Болгарський юнак» (в перекладі «Болгарський герой»). Вона зареєстрована як спортивний клуб під керівництвом Івеліна Михайлова. Військова підготовка організації включає «виживання в містах» і «захоплення будівель і відступ під прикриттям вогню».
У квітні 2024 року лідер партії «Велич» Ніколай Марков заявив, що партія братиме участь у позачергових парламентських виборах і виборах до Європарламенту . Вікторія Василєва, екс-депутат НС від СДС , а потім від «Є такий народ», також бере участь у роботі партії «Велич». Вона є лідером регіонального партійного списку Софії на виборах 2024 року.
Згідно з підрахунками болгарських соціологічних агентств, а також за паралельним підрахунком Gallup, партія «Велич» долає 4% виборчий бар’єр на парламентських виборах і отримує близько 12 мандатів у Національних зборах. Раніше Марков заявляв, що не вірить у проходження партії до Національних зборів на виборах 9 червня 2024 року.

## Погляди
За словами Ніколая Маркова, головними цілями партії є сприяння болгарським інвестиціям в країні і виведення боротьби з організованою злочинністю в країні на європейський рівень. Також серед цілей партії прискорене завершення будівництва АЕС «Белене». Її будівництво було заплановане ще наприкінці 1980-х років, але було призупинене через фінансові труднощі. У 2002-2012 роках проєкт було відновлено у співпраці з російською компанією ЗАТ «Атомстройекспорт», але згодом знову призупинено через перевищення бюджету та проблеми з безпекою.
Марков також вказав на недопущення участі Болгарії у військовому конфлікті в Україні, призупинення законних можливостей такого військового втручання. В партії заявляють, що не хочуть, щоб Болгарія надавала допомогу Росії чи Україні . Визначає свою позицію як «суворо проболгарську», вимагаючи нейтралітету вздовж лінії України та виступаючи проти надсилання військової допомоги. Водночас, така позиція в поєднанні з проросійською орієнтацією робить «Велич» прихильною до нейтралітету на користь російської агресії.
Болгарські ЗМІ називають «Велич» русофільською та антизахідною партією , яка конкурує в цій сфері з «Відродженням». Лідер партії Ніколай Марков відомий своїми висловлюваннями на користь Росії. Зокрема, 6 червня 2023 року він заявив у Facebook, що мав регулярні зв’язки з російською розвідкою, передаючи дані про постачання болгарської зброї до України.

## Персоналії
- Ніколай Марков — голова партії.
- Івелін Михайлов — засновник партії та її голова до травня 2024 року.
- Албена Пекова — формально очолювала партію, зараз - голова фракції партії «Велич» в міській раді Ветрино.
- Радостін Колєв — представник партії у Бургасі, входить до місцевої ради за коаліційною квотою.
- Етьєн Леві — співак та музикант. Колишній агент 6-го управління КДС Болгарії, завербований під псевдонімом «Панайотов» в грудні 1988 року. У червні 2024 року був обраний депутатом від партії «Велич»[17][18]  .
- Вікторія Василєва — колишня депутатка від «Є такий народ» у трьох парламентах. У липні 2022 року Василєва вийшла з НС і партії Славі Трифонова.
- Добромир Сотиров — доктор медичних наук, хірург.
- Красіміра Петкова Нінова-Катинчарова — активістка асоціації «Людина-Природа-Життя», яка бореться проти використання вітрогенераторів для виробництва енергії[2].